# Lubomír Mlčoch
Lubomír Mlčoch (* 13. května 1944 Troubky) je český ekonom a profesor Fakulty sociálních věd Univerzity Karlovy v Praze, reprezentant institucionální ekonomie, jako člen katolické církve se angažuje i ve prospěch křesťanské sociální etiky. 13. srpna 2008 jej papež Benedikt XVI. jmenoval členem Papežské akademie společenských věd.
Je katolíkem vyznávajícím dobrovolnou skromnost, spoluautorem práce Pokoj a dobro, která byla počátkem 90. let jedním z plodů desetiletého období obnovy církve. Lubomír Mlčoch je generačně spojen s Václavem Klausem a Milošem Zemanem, se kterými se profesně setkával v 80. letech před sametovou revolucí.
V druhém volebním období prezidenta Václava Havla byl zván na Hrad jako externí poradce pro ekonomické otázky.
V letech 1997–2003 byl po dvě funkční období třetím děkanem FSV UK. V roce 2004 neúspěšně kandidoval do senátu jako nestraník za KDU-ČSL na Praze 10.

## Ocenění
Roku 2001 mu za příkladný křesťanský život aktivního laika v naší společnosti a za úspěšnou práci pro katolickou církev udělil papež Jan Pavel II. rytířský kříž pontifikálního řádu sv. Řehoře Velikého. 

## Citáty
„Když sem přijede někdo z třetího světa a zjistí, jak si tady žijeme a zároveň říkáme, že si nemůžeme dovolit děti, tak tomu absolutně nerozumí.“
„Je popsána Baumolova nemoc, která spočívá v tom, že manažer si uvědomuje, že každou hodinou, kterou věnuje rodině, mu unikají statisícové příjmy.“